# Liste der mittelalterlichen Pfarrkirchen in York

Übersichtskarte der erhaltenen mittelalterlichen Pfarrkirchen

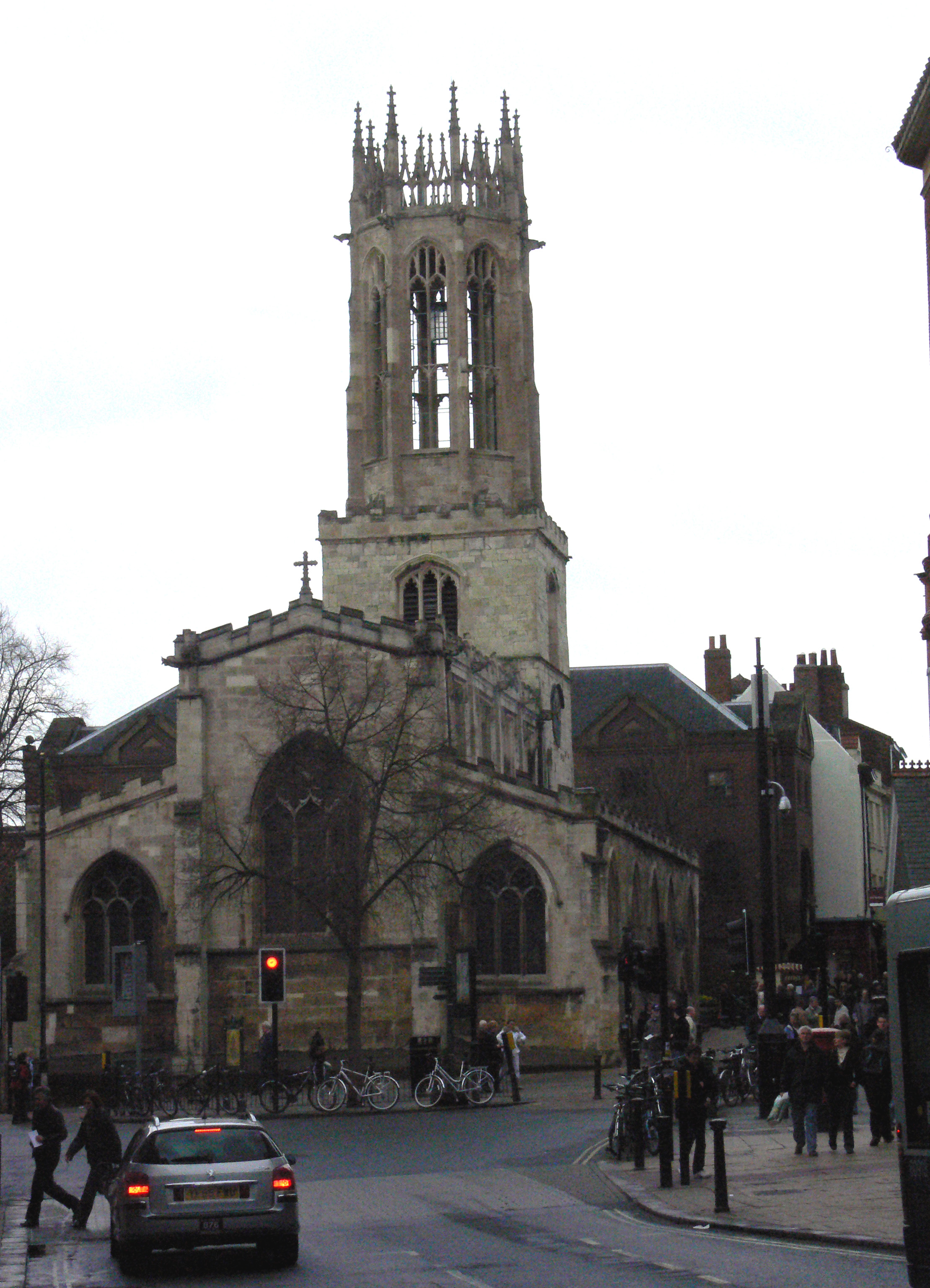
All Saints, Pavement

Im Jahr 1300 gab es in York etwa 45 Pfarrkirchen.  Davon sind 20 bis heute ganz oder teilweise erhalten, wenn auch nur noch wenige für Gottesdienste in Gebrauch sind. Eine größere Zahl solcher Kirchen sind in England nur in Norwich erhalten geblieben.

## Erhaltene mittelalterliche Kirchen undin situerhaltene Fragmente
- All Saints, North Street
- All Saints, Pavement
- Holy Trinity, Goodramgate
- Holy Trinity, Micklegate
- St Andrew, St Andrewgate
- St Crux, Pavement
- St Cuthbert, Peasholme Green
- St Denys, Walmgate
- St Helen, Stonegate
- St John, Micklegate
- St Lawrence, Lawrence Street
- St Margaret, Walmgate
- St Martin, Coney Street
- St Martin-cum-Gregory, Micklegate
- St Mary, Bishophill Junior
- St Mary, Castlegate
- St Michael, Spurriergate
- St Michael-le-Belfrey, High Petergate
- St Olave, Marygate
- St Sampson, Church Street
- St Saviour, St Saviourgate

## Zerstörte und abgetragene mittelalterliche Kirchen
- All Saints, Fishergate
- All Saints (in the Marsh), Peasholme Green
- Holy Trinity, King’s Court
- St Andrew, Fishergate
- St Benet, Patrick Pool
- St Clement, Clementhorpe
- St Edward, Lawrence Street
- St George, Fishergate
- St Giles, Gillygate
- St Gregory, Barker Lane
- St Helen, Fishergate
- St Helen on the Walls, Aldwark
- St John-del-Pyke
- St John, Hungate
- St Mary ad Valvas
- St Mary, Bishophill Senior
- St Mary, Layerthorpe
- St Mary, Walmgate
- St Maurice, Monkgate
- St Michael-without-Walmgate
- St Nicholas, Lawrence Street
- St Peter-le-Willows, Walmgate
- St Peter-the-Little, Peter Lane
- St Stephen, Fishergate
- St Wilfrid, Blake Street